# Shinhwa
Shinhwa (en coréen : 신화, en hanja : 神話) est un boys band sud-coréen, originaire de Séoul. Il est formé le 24 mars 1998 par la société SM Entertainment, les mêmes producteurs qui ont fait Dong Ban Shin Ki, H.O.T, SES, BoA et bien d'autres. Il est composé de Eric Mun, MinWoo, Kim Dong Wan, Shin Hye Sung, Jun Jin et Andy. Le nom du groupe signifie la « légende » ou le « mythe » en coréen.

## Biographie

### Formation et débuts (1998–1999)
SM Entertainment recrute Shin Hye-Sung grâce à des auditions à Los Angeles, en Californie. La société le joint à Andy Lee, incapable de rejoindre le boys-band H.O.T. à cause de ses parents qui le considéraient trop jeunes. Peu après, Eric Mun se joint au groupe à son retour de Californie. SM Entertainment découvre aussi Lee Min-woo, un danseur de compétition, et Kim Dong-wan dans la rue. Jun Jin est le dernier à les rejoindre. Avant la sortie de leur premier album, Eric et Andy étaient les premiers rappeurs en 1997 à rejoindre le groupe S.E.S. pour la chanson I'm Your Girl.
Le groupe se baptise Shinhwa et effectue sa première performance le 24 mars 1998, chantant 해결사 sur KM Music Tank. Leur premier album, qui comprend 해결사, 으쌰! 으쌰! (Eusha! Eusha!), et 천일유혼 (Sharing Forever), est publié en mai la même année. 으쌰! 으쌰! (Eusha! Eusha!) est notable en popularité. Cependant, ils sont accusés d'être une autre copie du groupe H.O.T. De ce fait, leur premier album, 해결사, n'atteint pas le succès escompté et le groupe est au bord de la rupture.
Le deuxième album de Shinhwa, T.O.P., est publié le 19 avril 1999. Il atteint le succès grâce à sa chanson-titre. L'album débute quatrième puis troisième des charts, comptant 377 500 exemplaires vendus. Avec la sortie de T.O.P, Shinhwa se détache de son image « mignonne » et adopte une image plus neutre. Surfant sur le succès de leur deuxième album, le groupe reçoit le prix du meilleur groupe pop masculin par M.Net.

### Only OneetHey, Come On!(2000–2001)
Le troisième album de Shinhwa, Only One, est publié le 27 mai 2000. L'album est un meilleur succès que ces deux prédécesseurs, et se vend à près de 423 873 exemplaires. Il débute premier des classements, et devient le premier album du groupe à faire une telle prouesse. Il comprend les hit singles : Only One, All Your Dreams, et First Love.
Avec le succès de Only One, Shinhwa remporte trois prix la même année : le Popularity Award offert par la SBS, le Bonsang Award, et le Popular Singers Award.
Leur quatrième album, Hey, Come On!, est publié le 8 juin 2001, débutant troisième, avec le single Hey, Come On! qui grimpe rapidement dans les charts. La sortie de l'album se fait en parallèle à la Hallyu, qui permet au groupe de se popularise outremer. L'album parvient à vendre à 430 706 copies. Avec ce succès, Shinhwa fait la promotion de l'album avec un seul single. Durant cette même période, le groupe passe d'une image gothique à une image plus « clean » que dans leur précédent album. Hey, Come On! atteint pendant 28 semaines les charts, et se classe 11e en fin d'année.
Le 31 janvier 2002, Shinhwa publie sa compilation My Choice. L'album comprend les chansons préférées du groupe et des fans. Contrairement aux ventes élevées de Hey, Come On!, My Choice ne se vend que modérément à 171 368 copies et débute quatrième des charts. My Choice réussit cependant à atteindre la 31e place, avec un total de 183 098 exemplaires vendus.

### Perfect ManetWedding(2002–2003)
Quelques mois après la sortie de My Choice, Shinhwa publie son cinquième album studio, Perfect Man, le 29 mars 2002. L'album marque le retour d'Andy Lee. Perfect Man débute premier des charts coréens, devant le deuxième album de Shinhwa à atteindre cette prouesse. La chanson-titre se popularise parmi les fans, Shinhwa peut ainsi promouvoir l'album avec un second single, I Pray 4 U. L'album se vend à 355 333 copies et devient 14e du Top 100 Albums en 2002 avec plus de 362 639 exemplaires vendus.
À la fin 2002, Shinhwa devient le groupe du genre à la plus longue longévité avec la sortie d'un sixième album, Wedding, le 6 décembre 2002. Wedding débute troisième et compte 273 714 copies vendues. Le 25 août 2003, Shinhwa se popularise pour la première en Asie lorsque Perfect Man atteint la 10e place des classements à Singapour. Shinhwa publie une compilation intitulée Winter Story 2003-2004, le 30 décembre 2003, avec plus de 100 000 exemplaires vendus.

### Retour etXWE(2015)

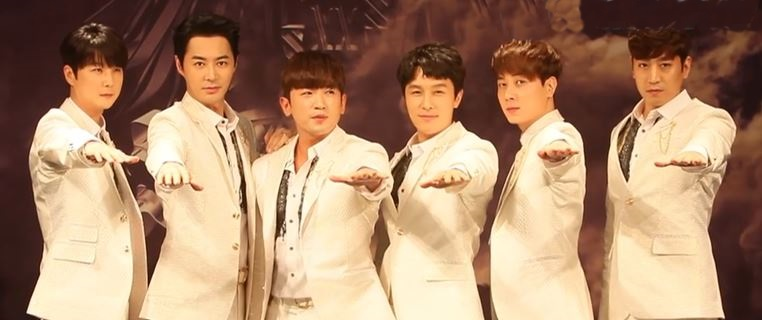
Shinhwa célébrant ses 20 ans en 2018.

En janvier 2015, Shinhwa annonce son apparition pour le 800e épisode d'Inkigayo sur Seoul Broadcasting System (SBS). Le groupe annonce aussi un douzième album le 26 février 2015, intitulé We. Après la sortie de WE, la chanson Sniper, produite par LDN Noise, atteint le top 5 des charts Bugs, Genie, Olleh Music, Mnet, et Cyworld et le clip du single atteint le million de vues sur YouTube deux semaines après sa sortie.

### Unchanging(depuis 2016)
En octobre 2016, Shinhwa annonce un treizième album, Unchanging, qui sera diffusé en deux parties.

## Membres
- Eric Mun (에릭), de son vrai nom Mun Jung Hyuk (문정혁), est né le 16 février 1979 (46 ans) à Séoul, Corée du Sud. Il possède une position de leader et de rappeur.
- Lee Min Woo (이민우), est né le 28 juillet 1979 (45 ans) à Namwon, Jeolla du Nord. Il possède une position de chanteur.
- Kim Dong Wan (김동완), est né le 21 novembre 1979 (45 ans) à Séoul. Il possède une position de chanteur.
- Shin Hye Sung (신혜성), de son vrai nom Jung Pil-kyo (정필교), est né le 27 novembre 1979 (45 ans) à Séoul. Il possède une position de chanteur principal.
- Jun Jin (전진), de son vrai nom Park Choong-jae (박충재), est né le 19 août 1980 (44 ans) à Séoul. Il possède une position de rappeur principal.
- Andy Lee (앤디), de son vrai nom Lee Sun-ho (이선호), est né le 21 janvier 1981 (44 ans) à Séoul. Il possède une position de rappeur et de maknae (plus jeune).

## Discographie
- 1998 : Resolver
- 1999 : T.O.P
- 2000 : Only One
- 2001 : Hey, Come On!
- 2002 : Perfect Man
- 2002 : Wedding
- 2003 : Winter Story 2003
- 2004 : Brand New
- 2004 : Winter Story 2004–2005
- 2006 : State of the Art
- 2006 : Inspiration #1
- 2007 : Winter Story 2006–2007
- 2007 : Winter Story 2007
- 2008 : Volume 9
- 2012 : The Return
- 2013 : The Classic
- 2015 : We
- 2016 : Unchanging part1orange
- 2017 : touch
- 2018 : all your dreams remake mv
- 2018 : kiss me like that 20th anniversary special

## Tournées et concerts
- First Live Concert: The First Mythology (2001) (13–14 janvier 2001)
- Second Live Concert: The Everlasting Mythology (18–20 avril 2003)
- Winter Story Tour 2003-04 (du 31 décembre 2003 au 14 février 2004)
- Winter Story Tour 2004-05: Shinhwa Live in Seoul (décembre 2004)
- Shinhwa - 2005 Japan Tour - Osaka (21 janvier) et Tokyo International Forum (23 janvier)
- Tropical Summer Story Festival (juin 2005)
- Shinhwa 2006 Asia Tour: State of the Art - Olympic Gymnastics Arena, Séoul (13–14 mai), Shanghai (8 juillet), Busan (15 juillet), Bangkok (19 août), Singapour (10 septembre), Tokyo (24 septembre) et Osaka (26 septembre)
- 2006 Japan Tour Inspiration#1 in Tokyo - Nippon Budokan, Tokyo (septembre 2006)
- 2007 Japan Tour: Shinhwa Forever - Nagoya, Japon (6 décembre), Saitama Super Arena, Tokyo (8 et 9 décembre) et Shanghai, Chine (15 décembre)[16]
- Shinhwa Must Go On: 10th Anniversary Live in Seoul - Olympic Gymnastics Arena (29 et 30 mars 2008)
- 2012 Shinhwa Grand Tour: The Return
- 2013 Shinhwa Grand Tour: The Classic - incluant Shinhwa 15th Anniversary Concert: The Legend Continues à Séoul (16 et 17 mars 2013)
- 2014 Shinhwa 16th Anniversary concert: HERE - 22 et 23 mars au Olympic Gymnastics Arena
- 2015 Shinhwa 17th Anniversary concert: WE - Olympic Gymnastics Arena, Séoul (21-22 mars), Shanghai (9 mai), Taïwan (16 mai), Nanjing (20 juin), Beijing (27 juin), Dalian (11 juillet) et incluant Shinhwa 17th Anniversary Finale Concert: WE à Séoul (22-23 août)

## Distinctions

### Golden Disk Awards
| Année | #   | Catégorie     | Travail nommé            | Résultat   |
| ----- | --- | ------------- | ------------------------ | ---------- |
| 2001  | 16e | Disk Bonsang  | Hey, Come On!            | Lauréat    |
| 2001  | 16e | Disk Daesang  | Hey, Come On!            | Nomination |
| 2002  | 17e | Disk Bonsang  | Perfect Man et My Choice | Lauréat    |
| 2002  | 17e | Disk Daesang  | Perfect Man et My Choice | Nomination |
| 2003  | 18e | Disk Bonsang  | Wedding                  | Lauréat    |
| 2003  | 18e | Disk Daesang  | Wedding                  | Nomination |
| 2004  | 19e | Disk Bonsang  | Brand New                | Lauréat    |
| 2004  | 19e | Disk Daesang  | Brand New                | Nomination |
| 2006  | 20e | Disk Bonsang  | State of the Art         | Lauréat    |
| 2006  | 20e | Disk Daesang  | State of the Art         | Nomination |
| 2008  | 22e | Disk Bonsang  | Volume 9                 | Lauréat    |
| 2008  | 22e | Disk Daesang  | Volume 9                 | Nomination |
| 2012  | 27e | Disk Bonsang  | The Return               | Nomination |
| 2012  | 27e | Popular Award | The Return               | Nomination |
| 2013  | 28e | Song Award    | The Classic              | Nomination |
| 2013  | 28e | Popular Award | The Classic              | Nomination |

### Mnet Asian Music Awards
| Année | Titre                          | Travail nommé                             | Résultat   |
| ----- | ------------------------------ | ----------------------------------------- | ---------- |
| 1999  | Meilleur groupe masculin       | T.O.P                                     | Nomination |
| 2000  | Meilleure performance de danse | Only One                                  | Nomination |
| 2001  | Meilleur groupe masculin       | Wild Eyes,                                | Lauréat    |
| 2001  | Meilleure performance de danse | Wild Eyes,                                | Nomination |
| 2002  | Meilleur groupe masculin       | Perfect Man,                              | Lauréat    |
| 2002  | Meilleure performance de danse | Perfect Man,                              | Nomination |
| 2003  | Meilleure performance de danse | Your Wedding (신화 - 너의 결혼식),        | Nomination |
| 2003  | Meilleur groupe masculin       | Your Wedding (신화 - 너의 결혼식),        | Lauréat    |
| 2003  | Netizen Popularity Award       | Your Wedding (신화 - 너의 결혼식),        | Lauréat    |
| 2004  | Best Dance Performance         | Angel                                     | Lauréat    |
| 2004  | Meilleur clip masculin         | Angel                                     | Lauréat    |
| 2004  | Overseas Viewers' Award        | Brand New                                 | Lauréat    |
| 2006  | Album de l'année               | Once In A Lifetime (de State of the Art), | Nomination |
| 2006  | Meilleur groupe                | Once In A Lifetime (de State of the Art), | Nomination |
| 2006  | YEPP Netizen Popularity Award  | Once In A Lifetime (de State of the Art), | Lauréat    |
| 2006  | Overseas Viewers' Award        | Once In A Lifetime (de State of the Art), | Lauréat    |
| 2007  | Overseas Viewers' Award        | Shinhwa                                   | Lauréat    |
| 2012  | Meilleur groupe masculin       | Venus,                                    | Nomination |
| 2012  | Groupe de l'année              | Shinhwa                                   | Nomination |
| 2013  | Meilleur groupe masculin,      | Shinhwa                                   | Nomination |
| 2013  | Groupe de l'année              | Shinhwa                                   | Nomination |

### Seoul Music Awards
| #   | Année | Titre            | Travail nommé | Résultat   |
| --- | ----- | ---------------- | ------------- | ---------- |
| 13e | 2002  | Bonsang          | Perfect Man   | Lauréat    |
| 13e | 2002  | Disk Daesang     | Perfect Man   | Nomination |
| 14e | 2003  | Bonsang          | Wedding       | Lauréat    |
| 14e | 2003  | Disk Daesang     | Wedding       | Nomination |
| 15e | 2004  | Bonsang          | Brand New     | Lauréat    |
| 15e | 2004  | Disk Daesang     | Brand New     | Lauréat    |
| 15e | 2004  | Popularity Award | Brand New     | Lauréat    |
| 23e | 2014  | Bonsang          | The Classic   | Nomination |
| 23e | 2014  | Popularity Award | The Classic   | Nomination |

### Mnet 20's Choice Awards
| Année | Catégorie              | Travail nommé | Résultat   |
| ----- | ---------------------- | ------------- | ---------- |
| 2012  | 20′s Performance,      | Venus         | Nomination |
| 2013  | 20′s Performance,      | This Love,    | Nomination |
| 2013  | 20’s Voice             | This Love,    | Lauréat    |
| 2013  | 20’s Mwave Global Star | Shinhwa       | Lauréat    |

### SBS Gayo Daejeon Awards
| Année | Titre            | Travail nommé    | Résultat   |
| ----- | ---------------- | ---------------- | ---------- |
| 2000  | Popularity award | Shinhwa          | Lauréat    |
| 2001  | Bonsang          | Hey, Come On!    | Lauréat    |
| 2001  | Daesang          | Hey, Come On!    | Nomination |
| 2003  | Bonsang          | Wedding          | Lauréat    |
| 2003  | Daesang          | Wedding          | Nomination |
| 2004  | Bonsang          | Brand New        | Lauréat    |
| 2004  | Daesang          | Brand New        | Lauréat    |
| 2006  | Bonsang          | State of the Art | Lauréat    |
| 2006  | Daesang          | State of the Art | Nomination |

### Autres
| Année | Titre                            | Catégorie              | Résultat   |
| ----- | -------------------------------- | ---------------------- | ---------- |
| 2000  | KMTV Song Award                  | Bonsang                | Lauréat    |
| 2000  | KMTV Song Award                  | Popular Singers        | Lauréat    |
| 2001  | KBS Music Award                  | Bonsang                | Lauréat    |
| 2001  | KMTV Gayo Award                  | Popularity Award       | Lauréat    |
| 2004  | KBS Music Award                  | Bonsang                | Lauréat    |
| 2004  | 2nd Korea Fashion World Award    | Section chanteur       | Lauréat    |
| 2004  | South Korean Image Contest Award | Plus photogénique      | Lauréat    |
| 2004  | MBC Music Awards                 | Bonsang                | Lauréat    |
| 2005  | MTV Asia Awards                  | Groupe coréen préféré  | Lauréat    |
| 2007  | 21st Japan Gold Disc Award       | The Best Asian Artists | Lauréat    |
| 2012  | Style Icon Awards                | Worship-Worthy Idols   | Nomination |
| 2013  | Style Icon Awards                | Shinhwa                | Nomination |

### Show Champion
| Année | Date    | Chanson   |
| ----- | ------- | --------- |
| 2013  | 29 mai  | This Love |
| 2013  | 5 juin  | This Love |
| 2015  | 11 mars | Sniper,   |
| 2015  | 18 mars | Sniper,   |

### M! Countdown
| Année | Date         | Chanson            |
| ----- | ------------ | ------------------ |
| 2004  | 30 septembre | Brand New          |
| 2004  | 7 octobre    | Brand New          |
| 2004  | 14 octobre   | Brand New          |
| 2006  | 22 juin      | Once in a Lifetime |
| 2012  | 19 avril     | Venus,             |
| 2013  | 23 mai       | This Love,         |
| 2013  | 30 mai       | This Love,         |
| 2013  | 6 juin       | This Love,         |
| 2015  | 12 mars      | Sniper,            |
| 2015  | 19 mars      | Sniper,            |
| 2015  | 26 mars      | Sniper,            |

### Music Bank
| Année | Date       | Chanson   |
| ----- | ---------- | --------- |
| 1999  | 8 juin     | T.O.P     |
| 1999  | 22 juin    | T.O.P     |
| 1999  | 29 juin    | T.O.P     |
| 1999  | 13 juillet | Yo!       |
| 1999  | 20 juillet | Yo!       |
| 1999  | 27 juillet | Yo!       |
| 1999  | 10 août    | Yo!       |
| 1999  | 24 août    | Yo!       |
| 2013  | 31 mai     | This Love |
| 2015  | 13 mars    | Sniper    |

### Show! Music Core
| Année | Date        | Chanson         |
| ----- | ----------- | --------------- |
| 1999  | 26 juin     | T.O.P           |
| 2000  | 24 juin     | Only One        |
| 2000  | 1er juillet | Only One        |
| 2000  | 8 juillet   | Only One        |
| 2000  | 2 septembre | All Your Dreams |
| 2002  | 4 mai       | Perfect Man     |
| 2002  | 13 juillet  | I Pray 4 U      |
| 2003  | 8 février   | Your Wedding    |
| 2003  | 15 février  | Your Wedding    |
| 2013  | 25 mai      | This Love       |
| 2013  | 1er juin    | This Love       |
| 2015  | 14 mars     | Sniper,         |
| 2015  | 21 mars     | Sniper,         |

### Inkigayo
| Année | Date         | Chanson             |
| ----- | ------------ | ------------------- |
| 1999  | 4 juillet    | T.O.P               |
| 1999  | 18 juillet   | T.O.P               |
| 1999  | 15 août      | Yo!                 |
| 1999  | 22 août      | Yo!                 |
| 2000  | 9 juillet    | Only One            |
| 2000  | 16 juillet   | Only One            |
| 2000  | 27 août      | All Your Dreams     |
| 2001  | 9 septembre  | Hey, Come On        |
| 2001  | 16 septembre | Hey, Come On        |
| 2002  | 21 avril     | Perfect Man         |
| 2002  | 28 avril     | Perfect Man         |
| 2002  | 5 mai        | Perfect Man         |
| 2003  | 9 février    | Your Wedding        |
| 2003  | 16 février   | Your Wedding        |
| 2004  | 10 octobre   | Brand New           |
| 2004  | 17 octobre   | Brand New           |
| 2004  | 12 décembre  | Crazy               |
| 2004  | 19 décembre  | Crazy               |
| 2006  | 11 juin      | Once in a Life Time |
| 2006  | 18 juin      | Once in a Life Time |
| 2015  | 15 mars      | Sniper,             |
| 2015  | 22 mars      | Sniper,             |